# Tomino
Tomino (korsisch Tuminu) ist eine Gemeinde auf dem Cap Corse der französischen Insel Korsika. Sie gehört zur Region Korsika, zum Département Haute-Corse, zum Arrondissement Bastia und zum Kanton Cap Corse.

## Geografie
Das Siedlungsgebiet liegt durchschnittlich auf 200 Metern über dem Meeresspiegel und besteht aus den Dörfern Mandolacce, A Girasca, Poggio, Stopione, La Marina, Valle und A Costa. Tomino grenzt im Osten an das Tyrrhenische Meer. Nachbargemeinden sind Rogliano im Norden und Meria im Süden.

## Bevölkerungsentwicklung
| Jahr      | 1962 | 1968 | 1975 | 1982 | 1990 | 1999 | 2008 | 2017 |
| --------- | ---- | ---- | ---- | ---- | ---- | ---- | ---- | ---- |
| Einwohner | 156  | 130  | 147  | 178  | 193  | 186  | 213  | 208  |

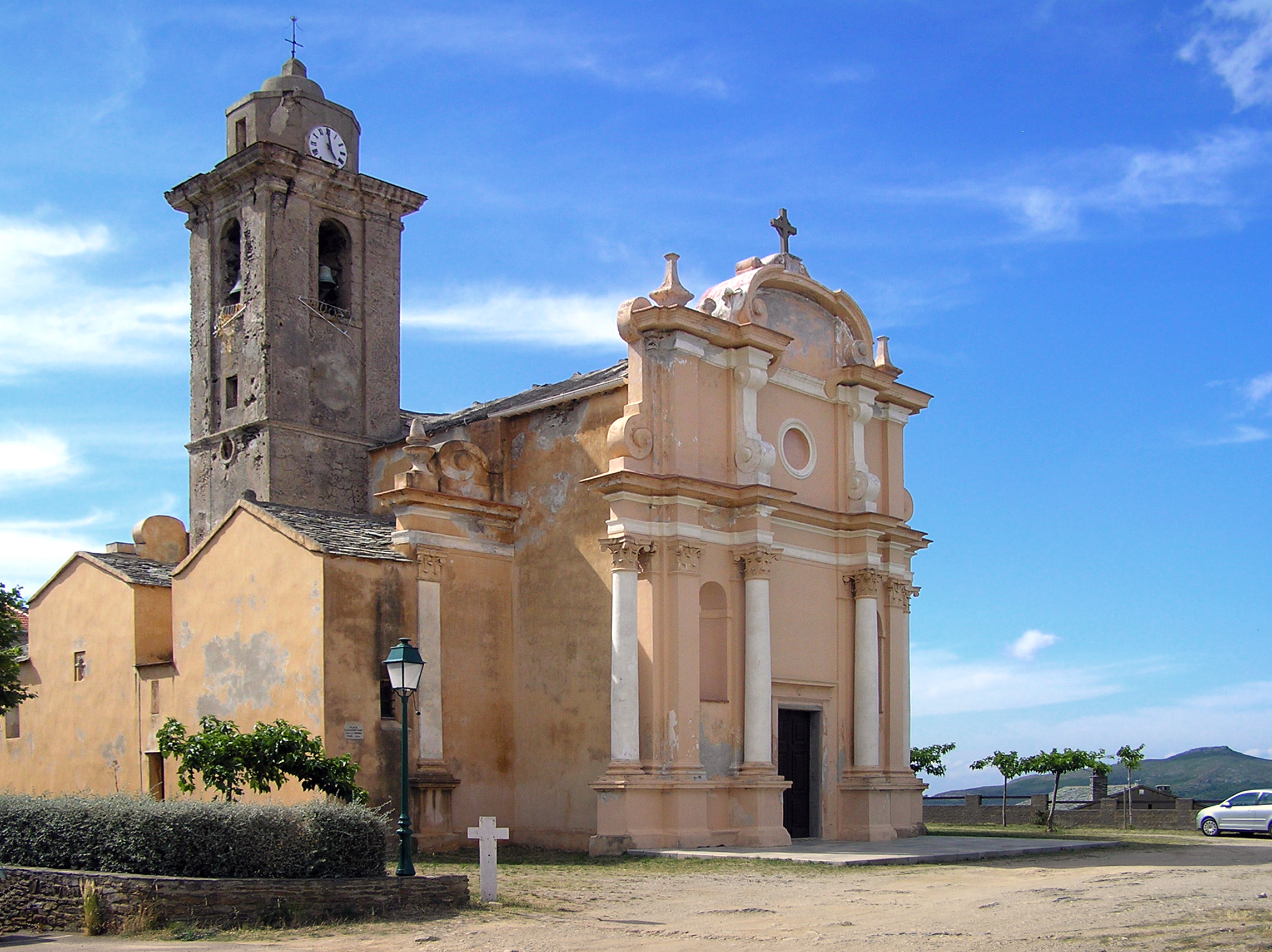
Kirche San Nicolao
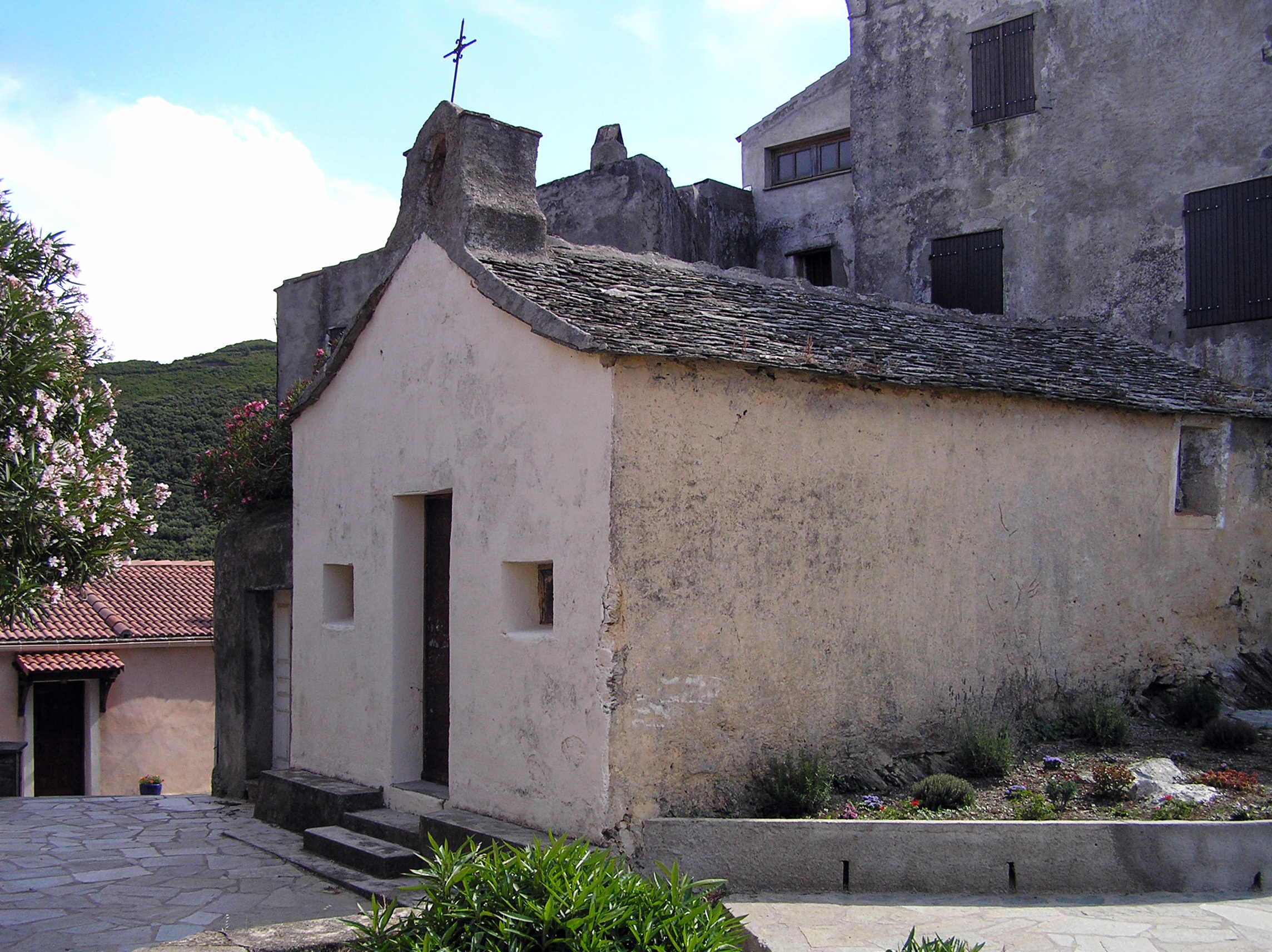
Kapelle San Roccu
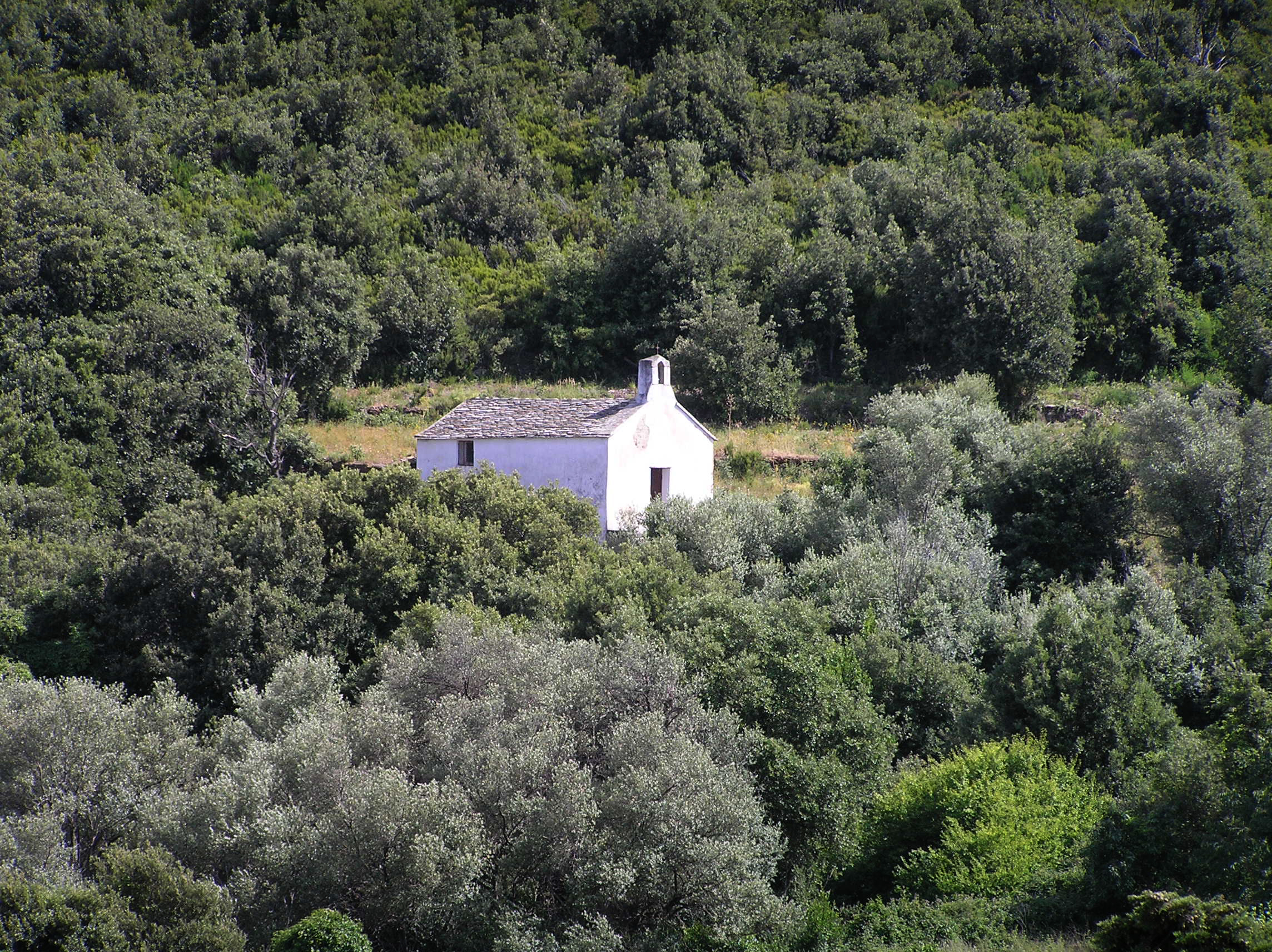
Kapelle Sant'Antonio
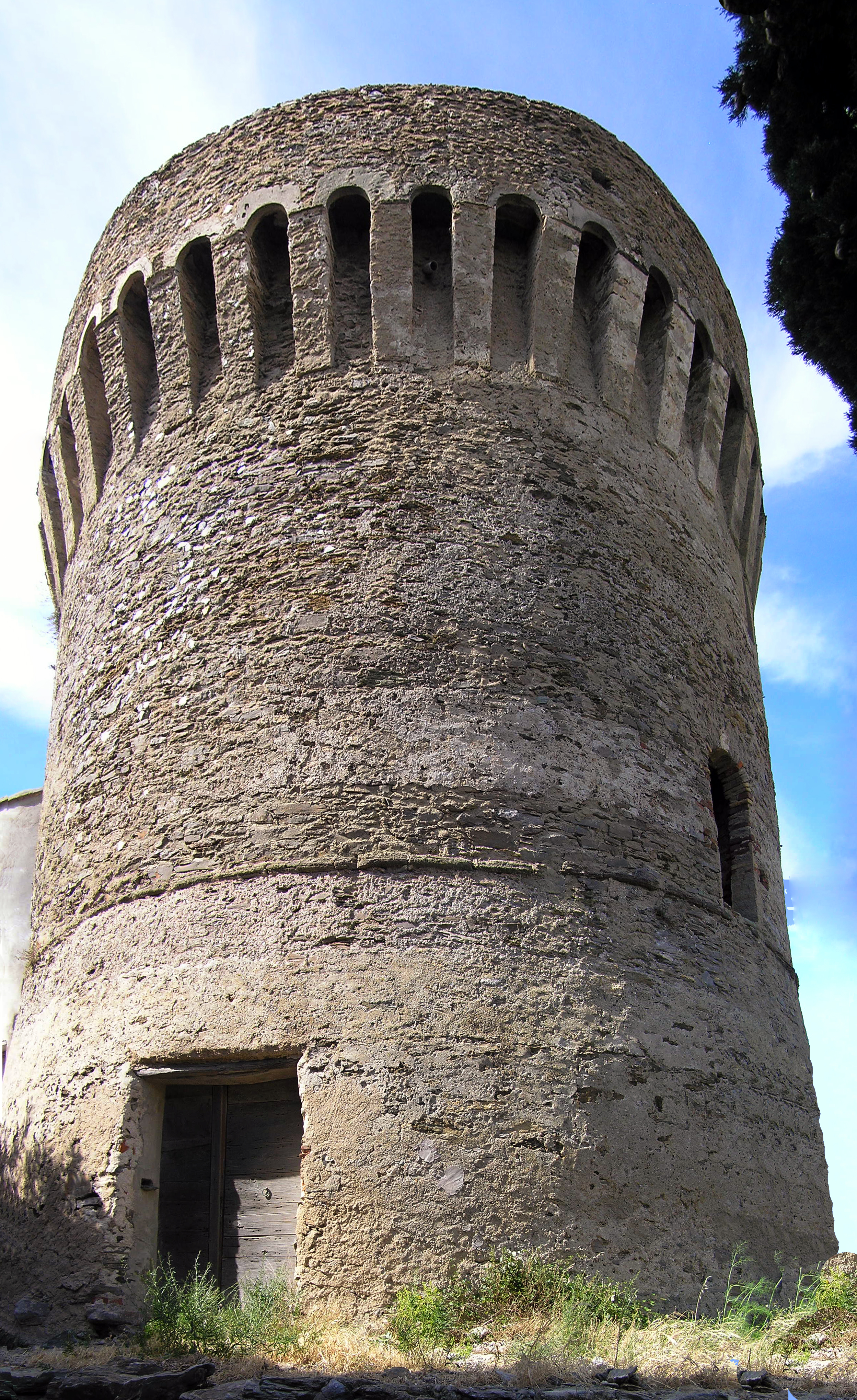
Turm von Poggio
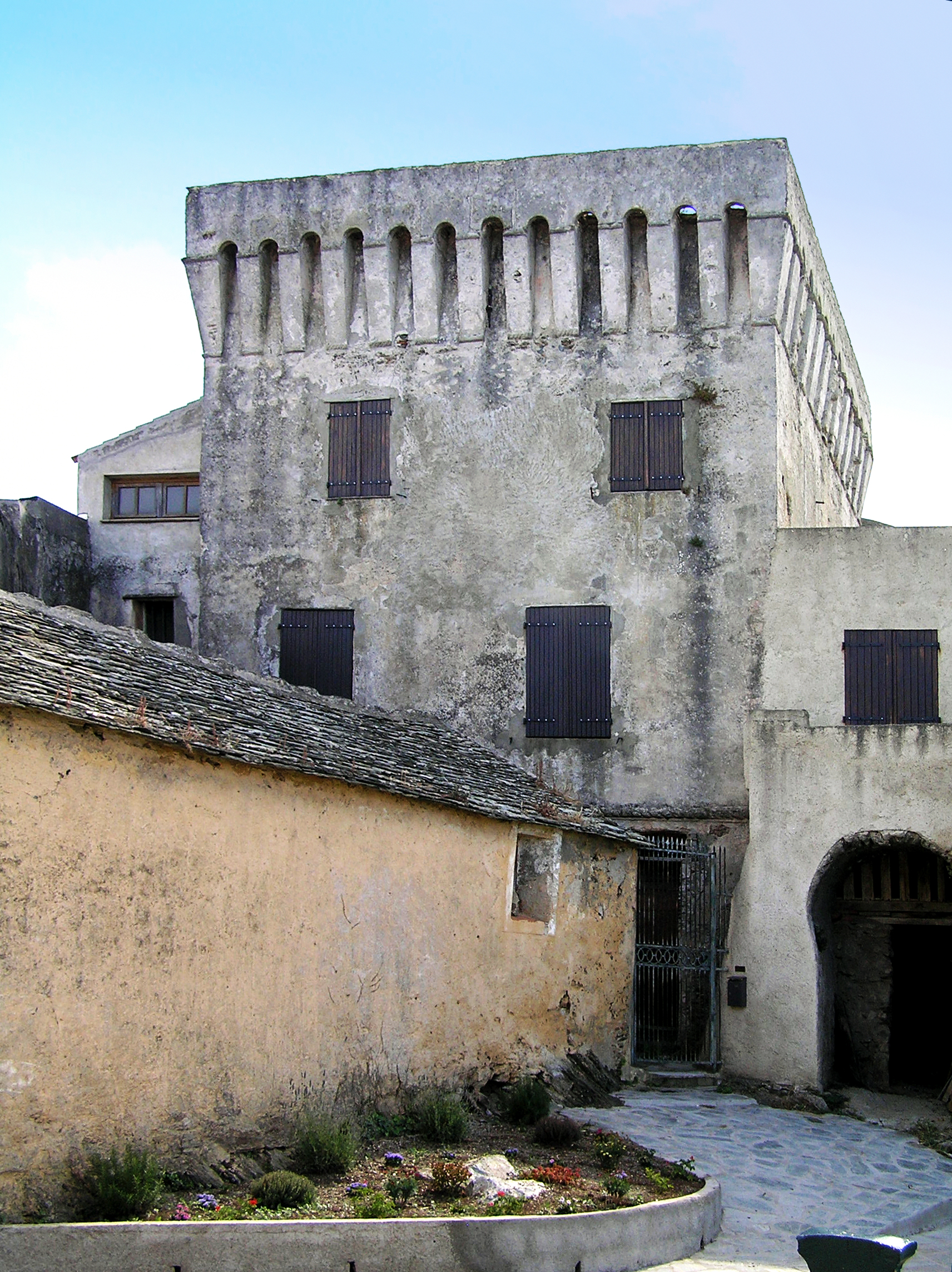
Tour carrée